# Loïc Mbe Soh
Loïc Mbe Soh (Souza, 13 giugno 2001) è un calciatore francese di origini camerunesi, difensore del Beerschot VA.

## Caratteristiche tecniche
Di ruolo difensore, nasce come attaccante prima di essere spostato di posizione all'arrivo nel Paris Saint-Germain. È un giocatore dalla notevole prestanza atletica, forte fisicamente, veloce, potente, in possesso di una buona tecnica di base e con un buon controllo aereo della palla.

## Carriera

### Club
Nato a Souza nel Camerun, si trasferisce da piccolo in Francia dove all'età di otto anni inizia a dare i primi calci ad un pallone, nel Pointoisienne, come attaccante. Nel 2012 si trasferisce al Courbevoie, dove conosce Arthur Zagre con cui l'anno successivo si trasferisce al centro di formazione del Paris Saint-Germain.
Arrivato a Parigi, viene spostato in difesa dove grazie alle ottime prestazioni, viene soprannominato O Monstro 2.0, in riferimento al capitano parigino Thiago Silva. Nel 2016 viene promosso nell'Under-17, con cui vince il campionato di categoria. L'anno seguente gioca con l'Under-19, partecipando alla UEFA Youth League, segnando un gol durante la fase a gironi.

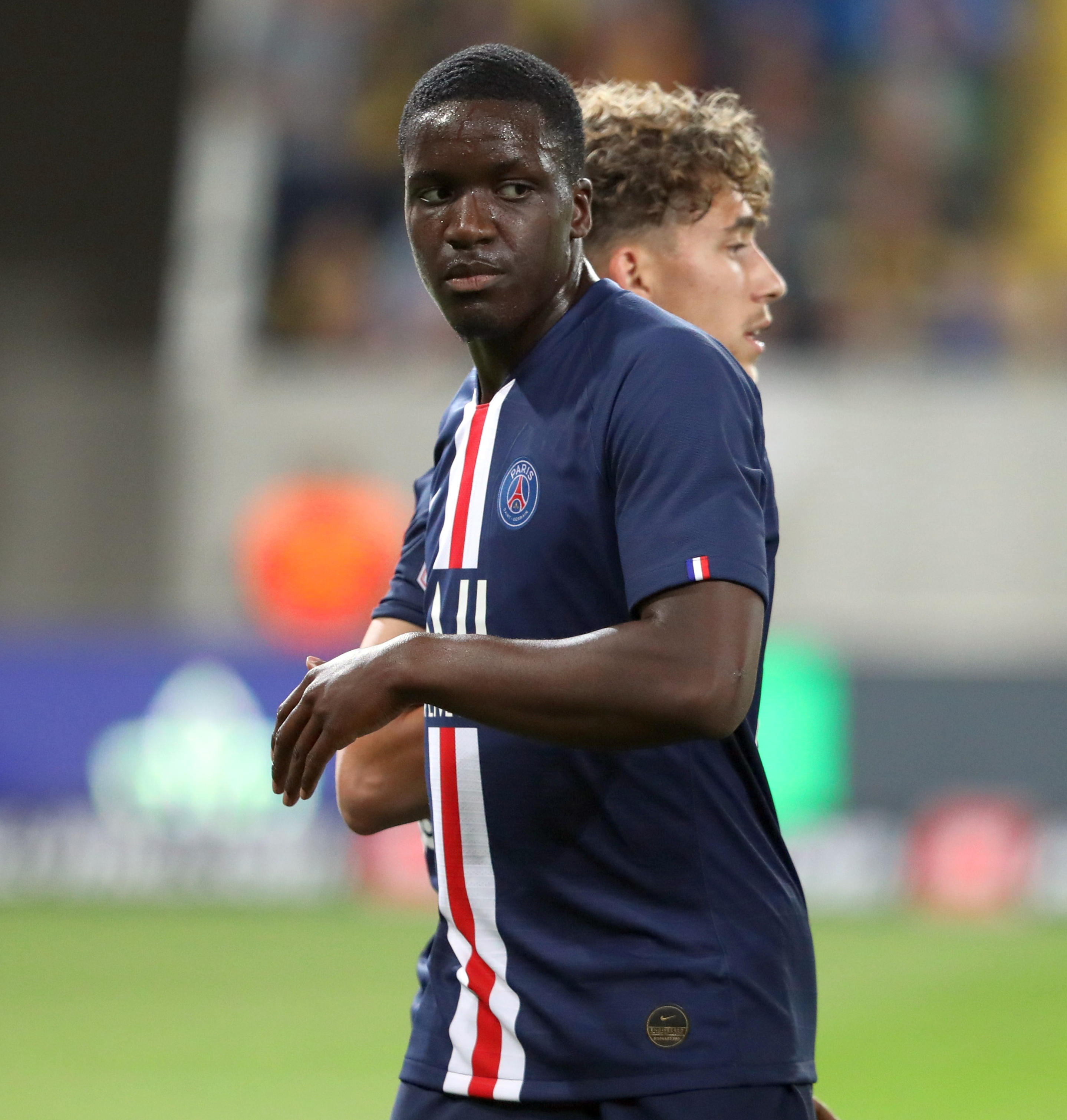
Mbe Soh con il nel 2019

Nel 2018 firma un contratto triennale con la prima squadra, rientrando nella ristretta cerchia dei giovani promossi da Thomas Tuchel per sostituire i professionisti che hanno preso parte al campionato del mondo 2018.
Il 30 aprile 2019, riceve la prima convocazione ufficiale, nella gara contro il Montpellier, senza riuscire a giocare. L'esordio ufficiale invece arriva l'11 maggio successivo in Angers-Paris Saint-Germain (1-2).
Il 15 giugno 2020, viene inserito assieme a tre compagni di squadra, nella lista dei candidati per la vittoria finale del European Golden Boy.
L'11 settembre viene acquistato dal Nottingham Forest, per 5 milioni di euro.
Debutta con i tricky trees il 25 settembre nella sconfitta per 1-0 contro l'Huddersfield Town; mentre il 20 gennaio 2021 segna la prima rete tra i professionisti nella sconfitta per 2-1 contro il Middlesbrough.
Dopo aver concluso la prima stagione con un totale di otto presenze e una rete, la stagione successiva conquista, da comprimario viste le sole due presenze ottenute, la promozione in Premier League. Inutilizzato per tutta la prima parte della stagione 2022-2023, il 23 gennaio 2023 si trasferisce a titolo temporaneo al Guingamp, facendo così ritorno in Francia a distanza di tre anni.
Il 26 agosto 2024 viene ceduto a titolo definitivo al Beerschot VA.

### Nazionale
Ha giocato numerose partite con le varie nazionali giovanili francesi.

## Statistiche

### Presenze e reti nei club
Statistiche aggiornate al 27 marzo 2025.
| Stagione                 | Squadra                  | Campionato               | Campionato | Campionato | Coppe nazionali | Coppe nazionali | Coppe nazionali | Coppe continentali | Coppe continentali | Coppe continentali | Altre coppe | Altre coppe | Altre coppe | Totale | Totale |
| Stagione                 | Squadra                  | Comp                     | Pres       | Reti       | Comp            | Pres            | Reti            | Comp               | Pres               | Reti               | Comp        | Pres        | Reti        | Pres   | Reti   |
| ------------------------ | ------------------------ | ------------------------ | ---------- | ---------- | --------------- | --------------- | --------------- | ------------------ | ------------------ | ------------------ | ----------- | ----------- | ----------- | ------ | ------ |
| 2018-2019                | Paris Saint-Germain      | L1                       | 2          | 0          | CF+CdL          | 0+0             | 0               | UCL                | 0                  | 0                  | SF          | 0           | 0           | 2      | 0      |
| 2019-2020                | Paris Saint-Germain      | L1                       | 1          | 0          | CF+CdL          | 0+0             | 0               | UCL                | 0                  | 0                  | SF          | 0           | 0           | 1      | 0      |
| Totale PSG               | Totale PSG               | Totale PSG               | 3          | 0          |                 | 0               | 0               |                    | 0                  | 0                  |             | 0           | 0           | 3      | 0      |
| 2020-2021                | Nottingham Forest        | FLC                      | 7          | 1          | FACup+CdL       | 1+0             | 0               | -                  | -                  | -                  | -           | -           | -           | 8      | 1      |
| 2021-2022                | Nottingham Forest        | FLC                      | 2          | 0          | FACup+CdL       | 0+0             | 0               | -                  | -                  | -                  | -           | -           | -           | 2      | 1      |
| 2022-gen. 2023           | Nottingham Forest        | PL                       | 0          | 0          | FACup+CdL       | 1+2             | 0               | -                  | -                  | -                  | -           | -           | -           | 3      | 1      |
| Totale Nottingham Forest | Totale Nottingham Forest | Totale Nottingham Forest | 9          | 1          |                 | 4               | 0               |                    | 0                  | 0                  |             | 0           | 0           | 13     | 1      |
| gen.-giu. 2023           | Guingamp                 | L2                       | 14         | 1          | CF              | 0               | 0               | -                  | -                  | -                  | -           | -           | -           | 14     | 1      |
| 2023-2024                | Almere City              | ED                       | 20         | 1          | CO              | 2               | 0               | -                  | -                  | -                  | -           | -           | -           | 22     | 1      |
| 2024-2025                | Beerschot VA             | D1                       | 22         | 1          | CB              | 3               | 0               | -                  | -                  | -                  | -           | -           | -           | 25     | 1      |
| Totale carriera          | Totale carriera          | Totale carriera          | 68         | 4          |                 | 9               | 0               |                    | 0                  | 0                  |             | 0           | 0           | 77     | 4      |

## Palmarès

### Competizioni nazionali
- Campionato francese: 2

Paris Saint-Germain: 2018-2019, 2019-2020
- Supercoppa francese: 1

Paris Saint-Germain: 2019